# Dendrobium tiongii
Dendrobium tiongii är en orkidéart som beskrevs av James Edward Cootes. Dendrobium tiongii ingår i släktet Dendrobium, och familjen orkidéer. Inga underarter finns listade i Catalogue of Life.